# Təzəkənd
Təzəkənd – wieś (kənd) w zachodnim Azerbejdżanie, w Nachiczewańskiej Republice Autonomicznej, w rejonie Kəngərli, w wiejskim okręgu terytorialnym Xıncab oraz w gminie (azer. bələdiyyə) Xıncab. Jest jedną z dwóch miejscowości, obok wsi Xıncab, tworzących wiejski okręg terytorialny i gminę.
Wiejski okręg terytorialny Xıncab, ze wsiami Xıncab i Təzəkənd utworzono w 1 marca 2003 w rejonie Babək. 19 marca 2004 okręg ten odłączono z rejonu Babək i przyłączono do nowo utworzonego rejonu Kəngərli.
W klasyfikacji Azərbaycan Respublikası Dövlət Statistika Komitəsi (w wolnym tłum. „Państwowy Komitet Statystyczny Republiki Azerbejdżanu”) wsi nadano unikalny kod 10802028.